# Дмитрієва Галина Іванівна
Галина Іванівна Дмитрієва (нар. 8 травня 1951, місто Миколаїв Миколаївської області) — українська радянська діячка, бригадир намотувальників Миколаївського механічного заводу. Депутат Верховної Ради УРСР 11-го скликання.

## Біографія
Народилася в родині робітника. Освіта середня спеціальна.
З 1968 року — робітниця, з 1986 року — бригадир намотувальників Миколаївського механічного (трансформаторного) заводу.
Член КПРС з 1972 року.
Потім — на пенсії в місті Миколаїв Миколаївської області.

## Нагороди
- орден Трудового Червоного Прапора (1987)
- орден «Знак Пошани» (1983)
- медалі
- лауреат Державної премії СРСР (1984)